# Feuerwehraxt

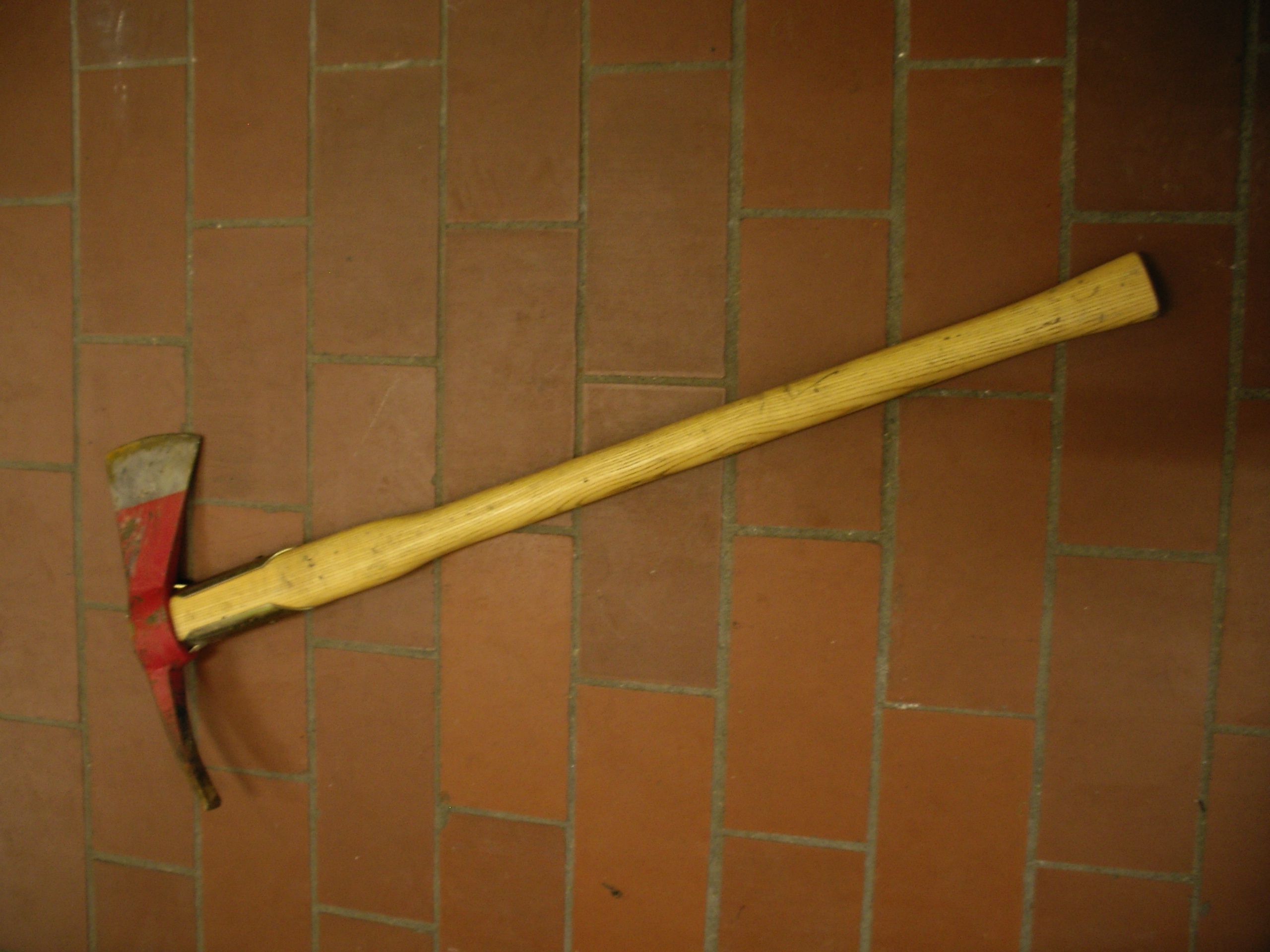
Feuerwehraxt

Die Feuerwehraxt ist eine Axt, die für die besonderen Ansprüche im Feuerwehrdienst gestaltet ist. Die deutschen Feuerwehren verwenden eine nach DIN 14900 genormte Axt. Die Holzaxt dient zum Spalten, Entasten und Kantenbrechen von Holz, zum Fällen von Bäumen und Anspitzen von Pfählen. Sie verfügt sowohl über einen herkömmlichen breiten Keil zum Schneiden und Zerkleinern von Holz als auch über eine schmale, spitze Dechsel auf der gegenüberliegenden Seite. Diese wird auch Hebelschneide genannt und dient zum Einschlagen von Türen oder als Einreißhaken und auch zum Anheben von Straßen- und Hydrantendeckeln.
In Österreich wird jene nach ÖNORM F4001 verwendet.